# Označování domů

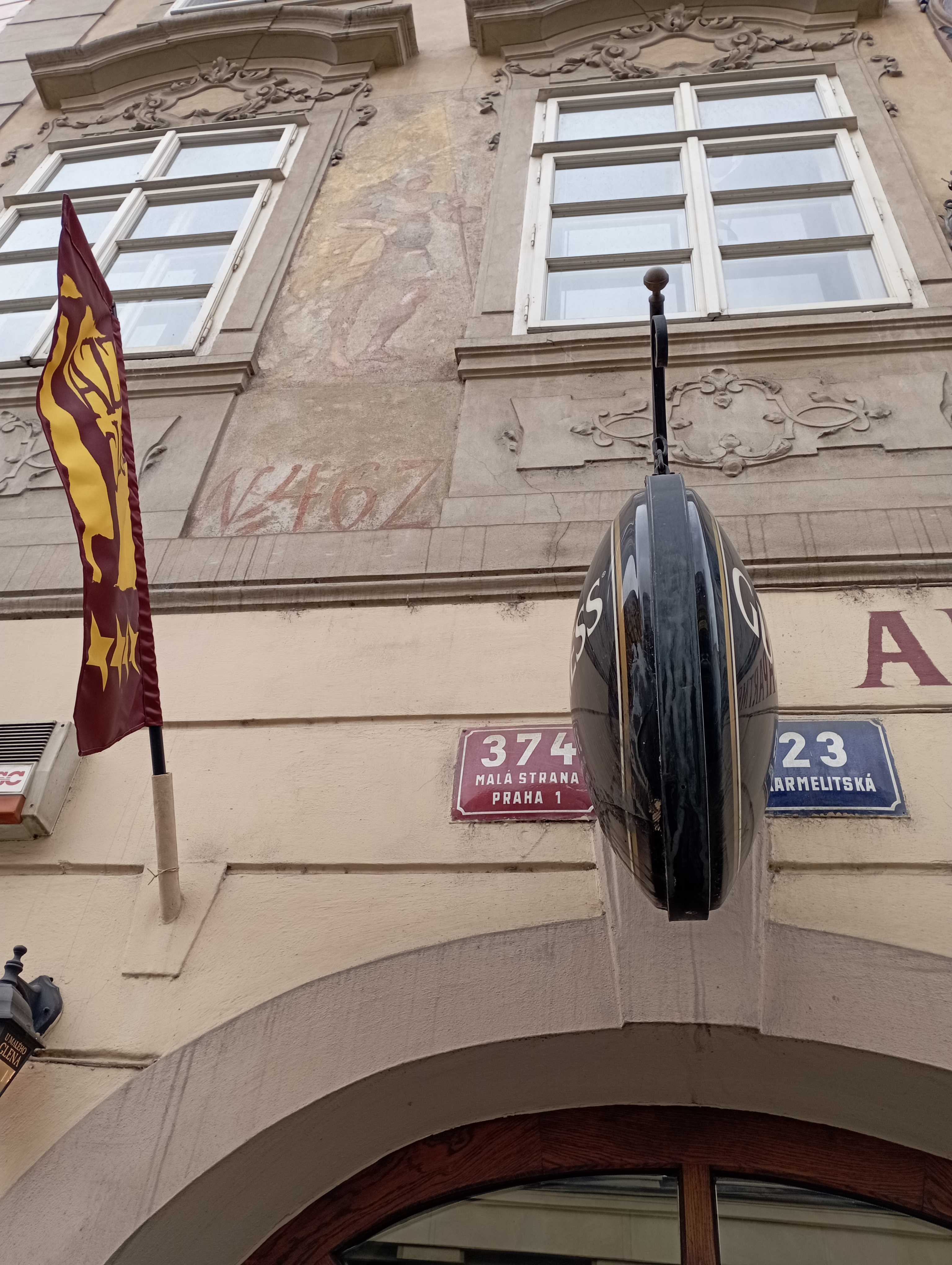
Úplně nahoře nejstarší způsob označování domů – prostřednictvím domovních znamení (dům U Dvou fendrychů neboli U Dvou praporečníků – vidíme jednoho z nich; níže v omítce staré číslo popisné; na červené tabulce nové číslo popisné a na modré tabulce číslo orientační (Praha, Malá Strana)

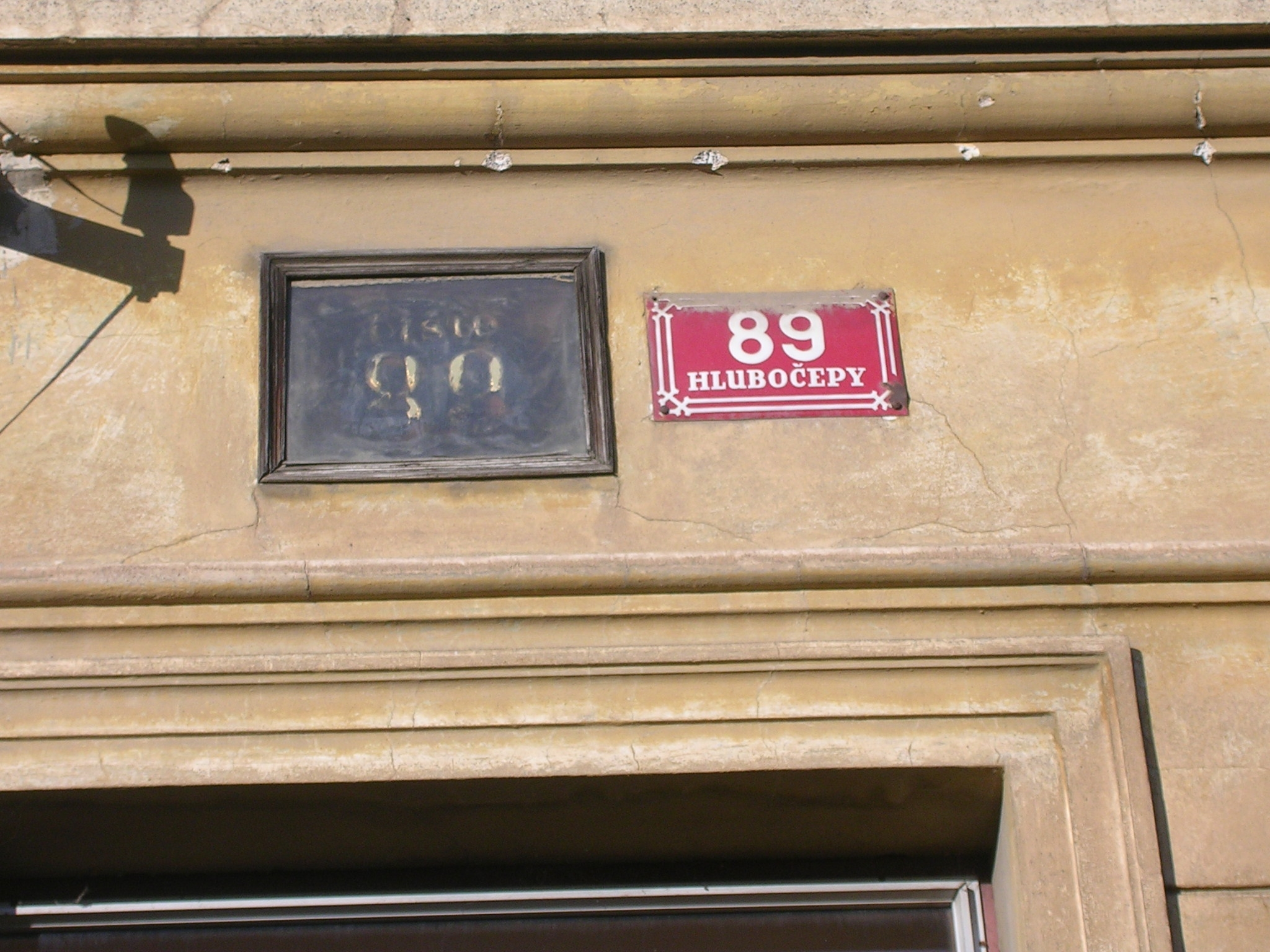
Praha-Hlubočepy, historická vyznačení čísla popisného v ul. K Dalejím 89/2

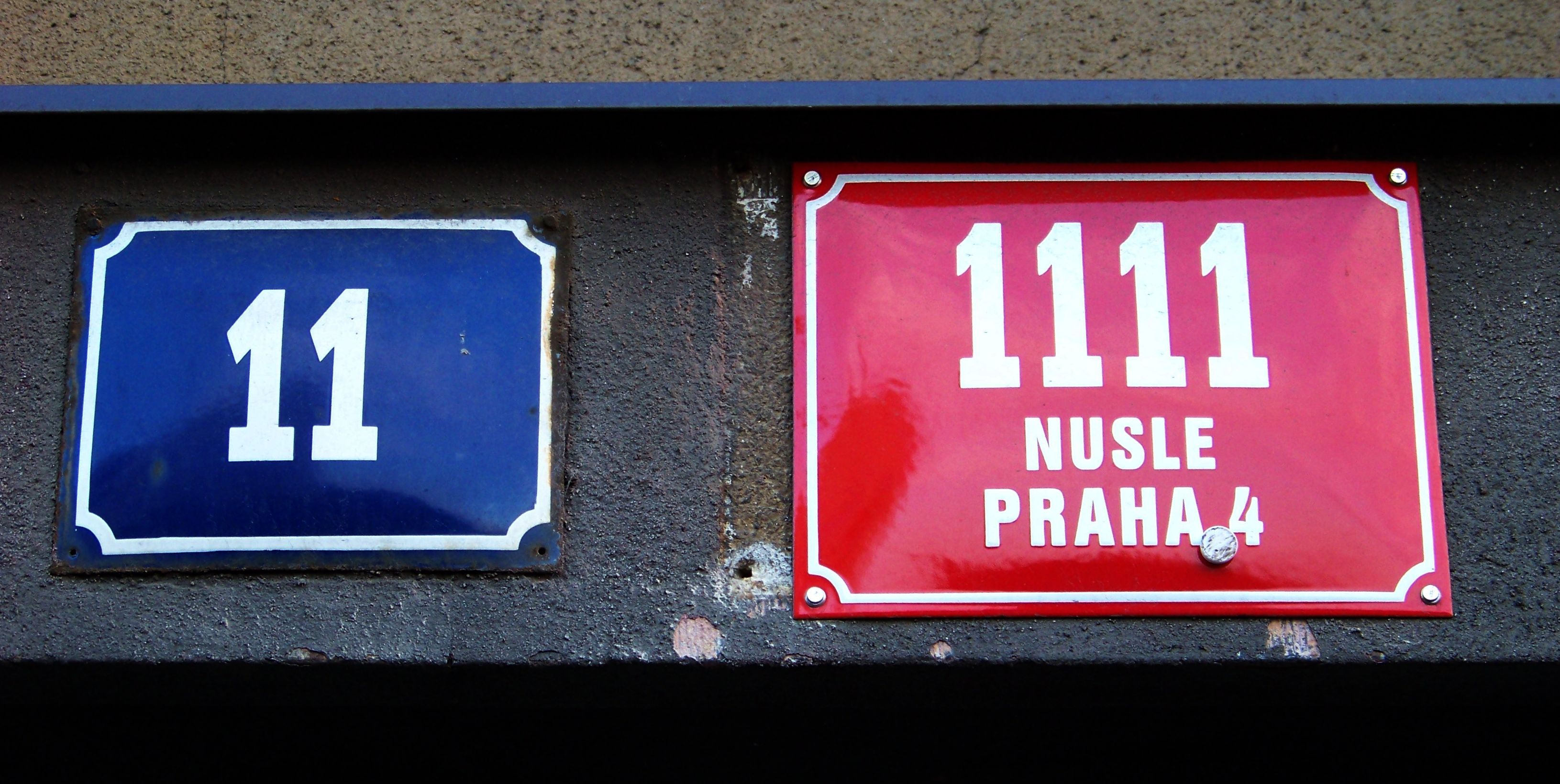
Orientační a popisné číslo v Praze, ulice 5. května čp./čo. 1111/11

Označování domů je určeno zejména k navigaci návštěvníků, poštovních a jiných služeb a k evidenci domů veřejnou správou. V moderní době se domy označují především číslováním. K nepřímé identifikaci těch budov, které nejsou zapsány v katastru nemovitostí nebo nemají přiděleno domovní číslo, se používá například parcelní číslo. Dříve se domy označovaly i obrázky. V České republice se z historických důvodů používají dva druhy čísel označující a identifikující budovu: Číslo popisné pro stavbu trvalého charakteru a číslo evidenční pro stavbu dočasného nebo rekreačního charakteru, a pro usnadnění orientace v ulicích mohou být doplněna číslem orientačním. Samostatnými popisnými ani evidenčními čísly se neoznačují příslušenství budovy ani kostely.

## Historické způsoby označování

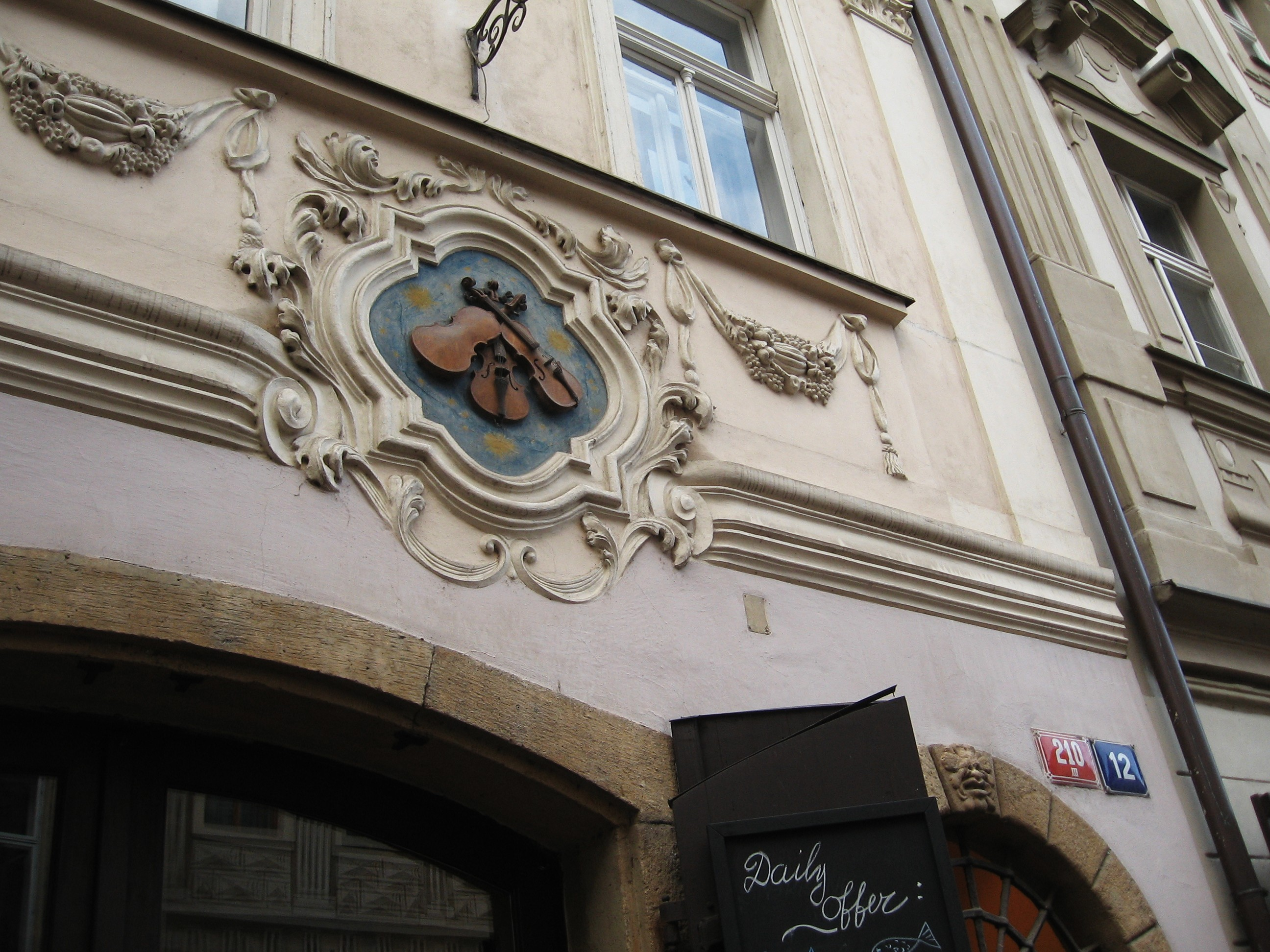
V domě U tří housliček v Nerudově ulici v Praze žili známí houslaři Leonard Pradter a rod Edlingerů; na jejich paměť bylo znamení přidáno kolem roku 1700

Původně se domy a usedlosti pojmenovávaly jménem rodu, rodiny nebo osoby, které v nich bydlely. Na malých vesnicích nebo v místech s řídkým osídlením mnohde tento způsob v neformálním styku funguje dodnes jako nejefektivnější. Později se ve městech začala užívat domovní jména podle domovních znamení, snadno pojmenovatelného a zapamatovatelného sochařského nebo malířského prvku zpravidla nad vchodem domu, například vyobrazení zvířete, rostliny nebo předmětu. Jiným způsobem označování byly vývěsní štíty, označující profesi majitele domu. Později bylo zavedeno číslování.
Zajímavá místní tradice je dochována v jihočeských Malenicích nedaleko Volyně. Starousedlíci domy nazývají podle jmen majitelů z prvního soupisu z 50. let 17. století. Při pojmenování ulic v dubnu 2005 se toto označování promítlo do několika názvů ulic (K Jiřičkum).

## Popisná čísla
Číslování domů bylo uzákoněno v době vlády Marie Terezie v únoru 1770 a ve většině obcí proběhlo od podzimu 1770 do roku 1771. Zpočátku nemělo charakter trvalého označení, ale pořadového čísla v konkrétním soupise, třebaže dům byl číslem až do dalšího přečíslování „popsán“ křídou na vrata či dveře. Číslování se provádělo s pomocí vojska v přirozeném sledu tak, jak lze obec postupně projít, obvykle po směru chodu hodinových ručiček. Začínalo obvykle nejdůležitější, zpravidla veřejnou budovou (panské sídlo, fara, rychta, nejbohatší usedlost). U obcí ležících podél silnice číslování obvykle začínalo prvním domem po pravé straně vesnice ze strany, kterou přijíždí vrchnost, po opačné straně se pak vracelo. Domovní čísla bývala napsána na dřevěné, plechové, popř. keramické tabulce, vytažena v omítce nebo provedena štukem. Ve vesnicích většinou od té doby číslování již nebylo měněno, takže okruh čísel z roku 1770 i sled čísel přidělených po roce 1770 poskytuje dobrou informaci o postupu vývoje obce. Ve městech byly většinou budovy od té doby několikrát přečíslovány. První vlna přečíslování proběhla v letech 1805–1815.
Novodobě upravil číslování domů v Československu zákon č. 36/1960, o územním členění státu, který v § 16 odst. 2 na okraj zmocňuje ministerstvo vnitra k vydání předpisů o číslování domů. Takový předpis však nevydalo ministerstvo vnitra, které k tomu bylo zmocněno, ale Ústřední úřad pro věci národních výborů, a to ve formě vyhlášky 97/1961 Sb., o názvech obcí, označování ulic a číslování domů, s účinností dnem vyhlášení (22. září 1961). Zákon ani provádějící vyhláška neobsahují ve vztahu k této tematice žádná zrušovací ani přechodná ustanovení ani nijak neodkazují na dosavadní způsoby číslování. K vyhlášce vydal úřad ještě metodické směrnice (poř. č. 33/1961 Sbírky směrnic pro národní výbory). Vyhláška z roku 1961 byla zrušena až vyhláškou č. 326/2000 Sb., „o způsobu označování ulic a ostatních veřejných prostranství názvy, o způsobu použití a umístění čísel k označení budov, o náležitostech ohlášení o přečíslování budov a o postupu a oznamování přidělení čísel a dokladech potřebných k přidělení čísel“, vydanou na základě nového zákona o obcích a zákona o hl. m. Praze.
Každá budova se označuje buď číslem popisným, jde-li o stavbu trvalého charakteru, nebo číslem evidenčním, jde-li o stavbu dočasného nebo rekreačního charakteru. Číslo přiděluje obec rozhodnutím, tabulku s číslem je povinen umístit na své náklady vlastník budovy. Čísla se přidělují postupně v rámci katastrálního území (někdy samostatně i v rámci menší místní části), ale v některých případech se významným budovám (například školám) vyhrazují snadno zapamatovatelná kulatá čísla. Kostely, kaple a neobývané věže se již od dob Marie Terezie v Česku nečíslují. Samostatnými popisnými ani evidenčními čísly se podle zákona neoznačují příslušenství budovy, která jsou součástí jednoho celku (typicky například stodoly, kůlny a podobně). Praxe číslování dvojdomků a vícedomků, blokových domů a domů s více vchody či sekcemi se mírně různí a prochází vývojem, v některých případech získala budova či komplex budov, které původně měly jen jedno číslo, později více samostatných čísel.
Číslo popisné nebo evidenční se podle zákona o obcích č. 128/2000 Sb. nesmí užívat opakovaně, tj. nesmí být přiděleno nové budově, která stojí na místě zaniklé dřívější budovy, jak se mnohde v minulosti dělo. Dokonce ani pokud by byly přečíslovány domy v celé obci, což zákon připouští výjimečně z vážných důvodů (§ 32) a na náklady obce, nesmí být znovu přidělena ta popisná a evidenční čísla, která v minulosti měly jiné budovy (§ 31 odst. 5). Jedním z případů, kdy musí dojít k přečíslování, je zrušení části obce. Zanikne-li budova, příslušné popisné nebo evidenční číslo je zrušeno a nesmí být znovu přiděleno.

## Evidenční čísla
Podle § 6 odst. 3 vyhlášky Ústředního úřadu pro věci národních výborů č. 97/1961 Sb., o názvech obcí, označování ulic a číslování domů, vydané na základě zmocnění zákonem 36/1960 Sb., o územním členění státu, se „řadovým číslem evidenčním“ označovaly stavby sloužící k prozatímnímu nebo občasnému bydlení.
Evidenční čísla se podle § 31 zákona 128/2000 Sb., o obcích, i podle zákona o hlavním městě Praze přidělují místo čísla popisného:
- stavbám pro rodinnou rekreaci
- stavbám dočasným
- budovám, které nevyžadují stavební povolení ani ohlášení stavebnímu úřadu (s výjimkou těch, které se nečíslují vůbec)

Evidenční číslo je, podobně jako popisné číslo, jedinečné v rámci části obce, ale evidenční čísla tvoří samostatnou číselnou řadu, tj. ve stejné části obce mohou být dvě budovy se stejným číslem, z nichž jedno je popisné a jedno evidenční.

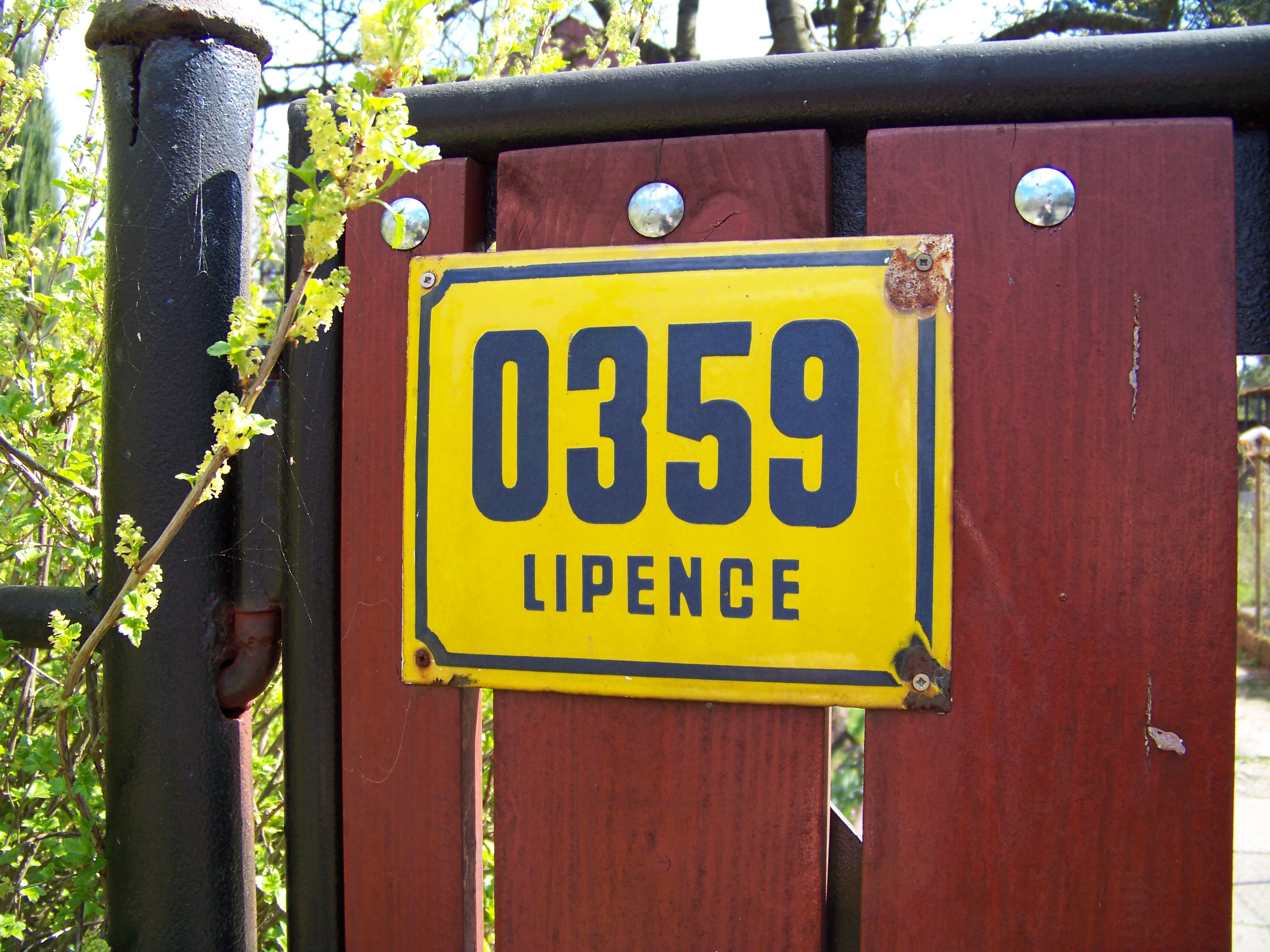
Typické ev. č. rekreačního objektu, rozlišené žlutou barvou a počáteční nulou

V oficiálních dokumentech se zpravidla rozlišují údajem „evidenční číslo“ nebo zkratkou „ev. č.“ Na tabulkách či v adresách se mnohde rozlišují číslicí 0 nebo písmenem E přidaným před vlastní číslo. Tabulky jsou často barevně rozlišeny od popisných i orientačních čísel (například pro rekreační stavby v okolí Prahy je obvyklá žlutá tabulka s černými číslicemi, novější evidenční čísla v Praze mají často zelenou barvu atd. Mnohdy je rozlišení provedeno jen textem na tabulce, například slovy „nouzová stavba“, „provisorní stavba“, „chata“ a podobně.

## Orientační čísla

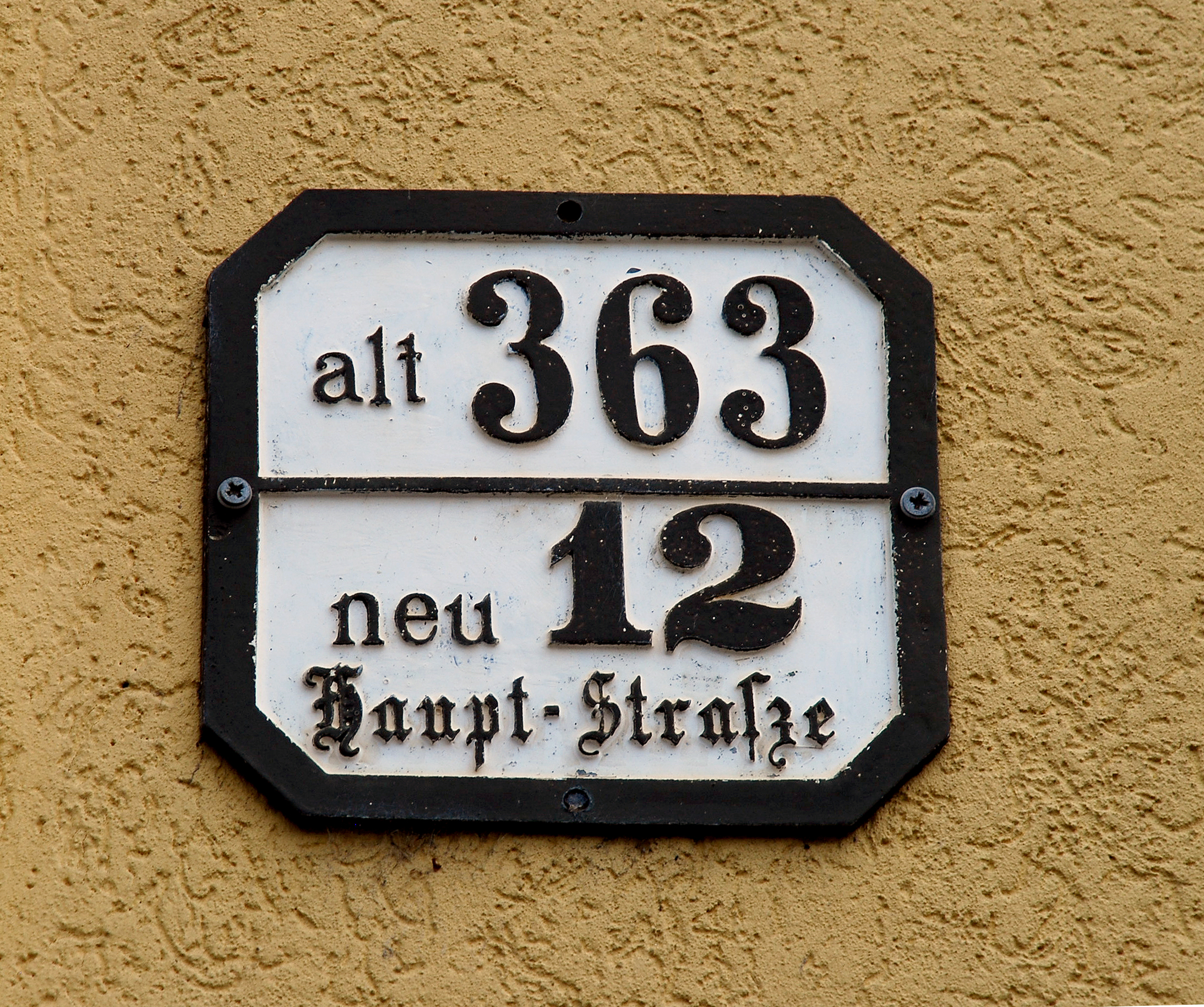
„Staré“ a „nové“ domovní číslo na společné tabulce v Guntramsdorfu v Dolních Rakousích.

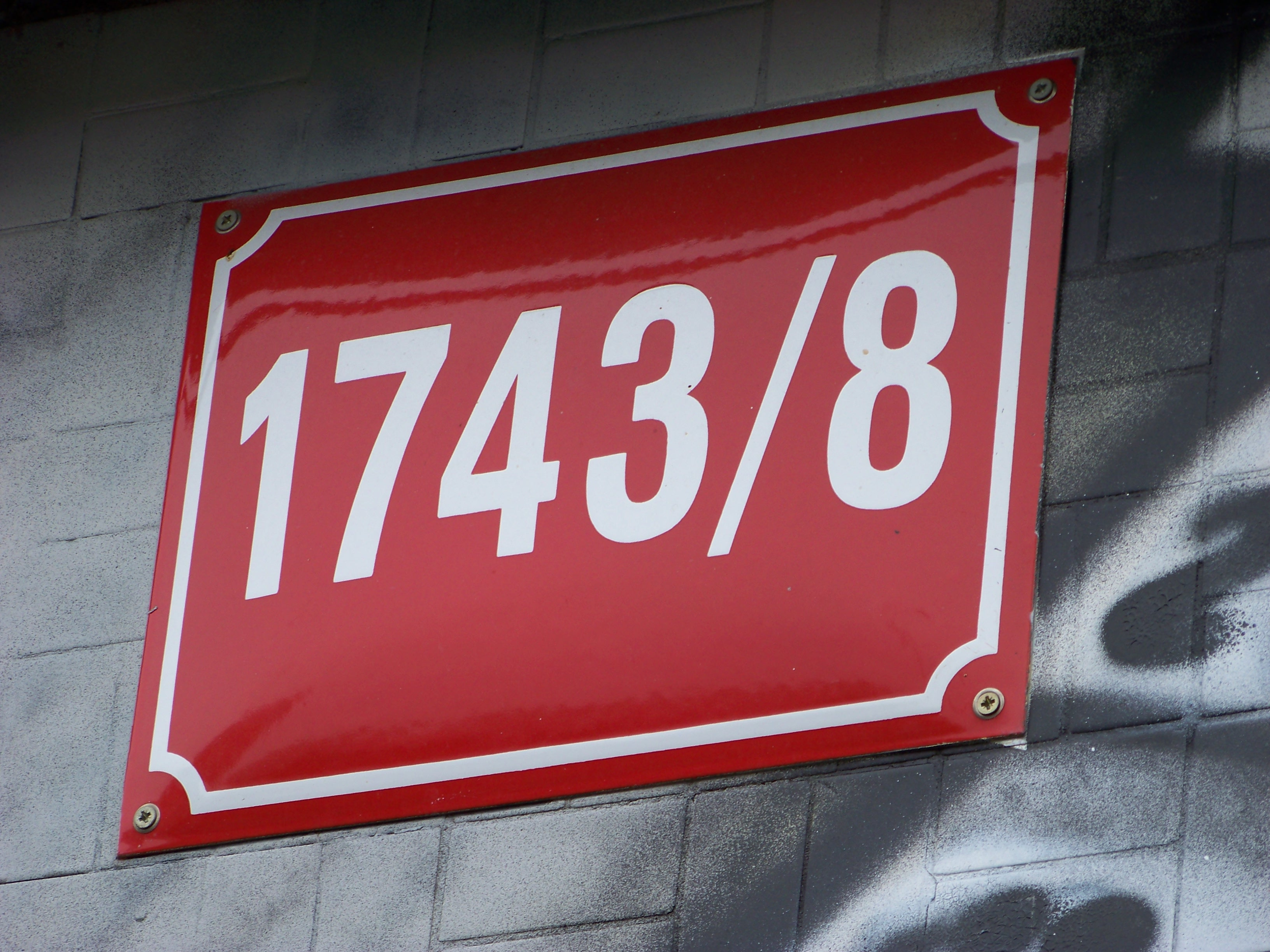
Ojediněle bývají obě čísla uvedena na stejné tabulce s lomítkem jako v adrese (snímek Praha-Chodov)

Orientační roli zpočátku plnila popisná čísla. Také proto byly ve městech domy v 18. a 19. století i několikrát přečíslovány. Podle císařského výnosu z 23. března 1857 měl být zaveden systém číslování podle ulic, který odpovídá dnešním orientačním číslům. V Praze i v Brně byl realizován asi o deset let později. Zavedením pozemkových knih roku 1884 se popisná čísla stabilizovala a orientační byla užívána ve městech souběžně. Zákon č. 266/1920 Sb. o názvech měst, obcí, osad a ulic, jakož i označování obcí místními tabulkami a číslování domů se zmiňuje o případné nutnosti přečíslování celého místa, ale zároveň uvádí „V městech a v rozsáhlejších obcích může býti vedle toho číslováno podle ulic a náměstí“. Druhy číslování nejsou žádnými termíny odlišeny. Zhruba z poloviny 20. století je doloženo, že se orientačním číslům někdy říkalo nová čísla.
Pokud se v adrese uvádí zároveň popisné i orientační číslo, bývá zvykem uvádět je oddělená lomítkem, přičemž popisné nebo evidenční se uvádí první. Existuje však mnoho způsobů psaní adresy (např. občanský průkaz za socialismu uváděl orientační číslo u názvu ulice a popisné u názvu obce nebo místní části); obvyklé je také uvádět pouze jedno z těchto čísel.
Toto zdvojené číslování domů je specifikem některých českých a slovenských měst a obcí. Ve většině Evropy mají domy pouze jedno číslování a to je většinou obdobné českým orientačním číslům. Tabulky s dvojím číslováním se dají najít v některých rakouských městech, ale tam šlo spíše o přechodné značení v rámci změny na nový systém číslování.

Obvyklé evropské schéma přidělování orientačních čísel

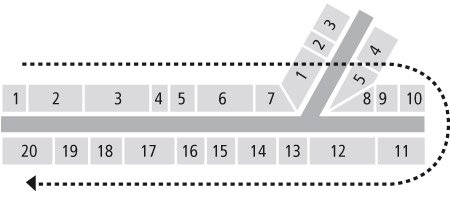
Systém číslování označovaný podle podkovy (Hufeisennummerierung) nebo oběhu po nebo proti směru hodinových ručiček (clockwise nebo countclockwise) se používal zejména v Prusku

Orientační čísla nejsou celostátně povinná. Používají se většinou ve městech a mají označovat pořadí budovy v rámci ulice nebo náměstí. Pokud se použijí v části obce, která ještě není plně zastavěná, vzniká problém, vznikne-li nová budova mezi dvěma již očíslovanými. K rozlišení může být číslo doplněno jedním písmenem české abecedy bez diakritických znamének. Orientační čísla se obvykle přidělují ve směru od středu obce k okrajům, případně od začátku ulice k jejímu konci, lze-li takovéto směry určit, lichá vlevo a sudá vpravo. Na náměstích a v některých městech i na nábřežích čísla následují po jedné, sudá i lichá dohromady. V některých městech je zvykem přidělovat i nárožním domům nebo domům s ulicemi po obou stranách pouze jedno orientační číslo podle hlavního vchodu, v jiných městech (například v Praze) mívá jeden dům často k jednomu popisnému číslu i dvě nebo tři orientační čísla a adresy.[zdroj?] Někdy má dům více adres z historických důvodů (např. ruina hlavní budovy usedlosti Panenská v Praze má adresu Na Malovance 123/20 a zároveň Patočkova 123/24). V některých případech má větší budova pouze jedno číslo popisné, ale jednotlivé vchody či sekce budovy mají samostatná čísla orientační.
V některých typech plánů měst jsou, zvláště u dlouhých ulic, uváděna orientační čísla alespoň některých domů.

## Jiné systémy číslování
V USA, Kanadě, na Novém Zélandu, ve Španělsku i ve velké části Latinské Ameriky se používá také číslování odvozené od vzdálenosti od počátku ulice nebo úseku.[zdroj?]

## Způsob označování
Tabulky s čísly se umisťují viditelně. Číslo orientační má být podle vyhlášky ministerstva vnitra č. 326/2000 Sb. umístěno vždy pod číslem popisným; označení popisných, orientačních a evidenčních čísel se má barevně lišit. Celostátně nejsou barvy stanoveny, jednotnou podobu pro své území mají podle Zákona o obcích (§ 32 odst. 1) stanovit obecní úřady (v přenesené působnosti státní správy, tedy nařízením, nikoliv vyhláškou).

### Praha
V Praze se popisná čísla označují bílými číslicemi na červené tabulce a orientační bílými na modré; evidenční čísla rekreačních staveb jsou černá na žluté tabulce, nouzových staveb zelená.
Městská vyhláška č. 1/1960 Sb. HMP, Řád pro jednotné označování veřejných prostranství a číslování domů na území Ústředního národního výboru hlavního města Prahy, ze dne 3. ledna 1960, předepisovala barvu i velikost tabulek, jejich textový obsah a smaltované provedení; zrušila ji k 1. červenci 1999 vyhláška hl. m. Prahy 14/1999 spolu s devíti dalšími podobnými předrevolučními vyhláškami v souvislosti s vydáním Statutu hl. m. Prahy podle porevolučního zákona ČNR o hl. m. Praze 418/1990 Sb.
Dnem prvních voleb do krajských zastupitelstev 12. listopadu 2000 nabyl účinnosti nový zákon o hlavním městě Praze č. 131/2000 Sb., jehož § 14 o číslování budov na rozdíl od analogického § 32 souběžně vydaného zákona o obcích (viz výše) nedává Praze kompetenci určovat „barvu a provedení čísel“. Oba zákony říkají, že „způsob použití a umístění čísel k označení budov“ stanoví prováděcí předpis, jímž je společná vyhláška ministerstva vnitra č. 326/2000 Sb. specifikující pouze „popisná, evidenční a orientační čísla se barevně liší“ (§ 5). Provedení tabulky a eventuální uvedení dalších údajů tak v Praze záleží na libovůli majitelů domů a místních zvyklostech.

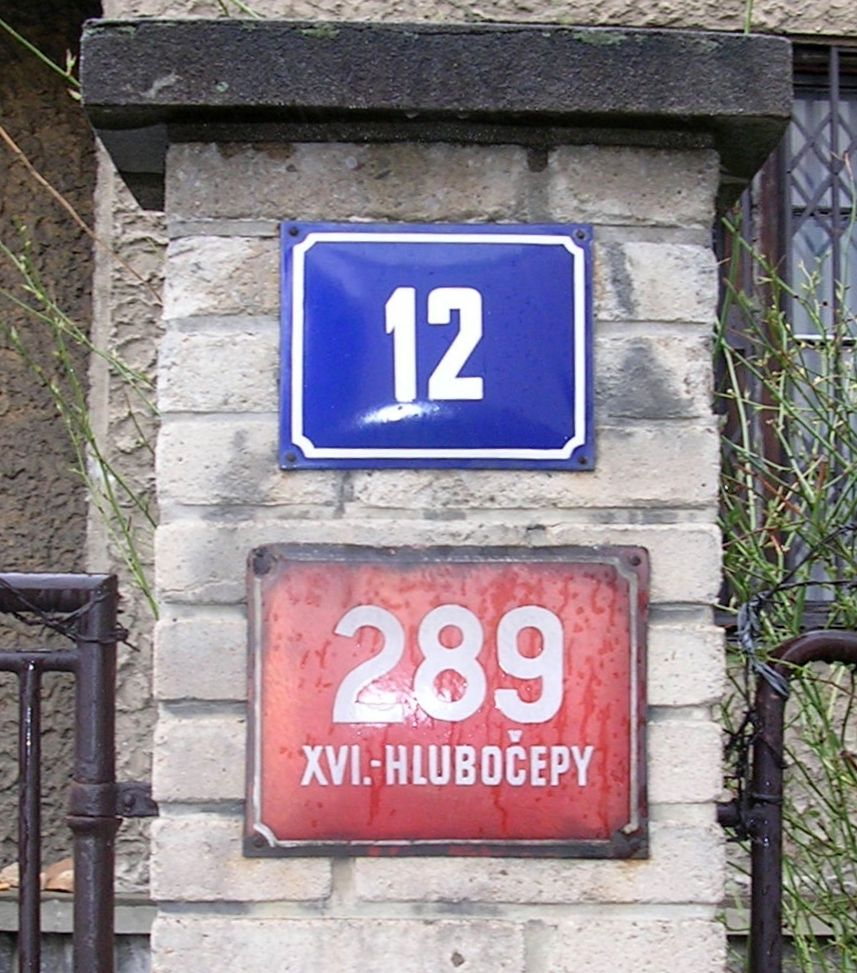
Č. popisné z doby mezi lety 1923–49, orientační novější

Po prvním číslování z let 1770–1 byly pražské domy přečíslovány roku 1805; už tehdy byly zavedeny plechové tabulky s bílými čísly na červeném pozadí. Národní listy z 20. března 1886 ocenily, že na Smíchově (tehdy samostatné obci) tabulka s číslem domu obsahuje i název ulice. Pravděpodobně v letech 1960–1980 to bylo požadovaným standardem na tabulkách s orientačními čísly v celé Praze, později tento zvyk zanikl. Na tabulkách s popisnými čísly se však název evidenční části obce a jednoho z deseti městských obvodů uvádí zpravidla nadále, i když od roku 1980 to rovněž nebylo předepsáno. Na mnoha místech zůstávají tabulky s římským číslem obvodu podle původního číslování nebo s arabským číslem podle členění Prahy na 16 obvodů před rokem 1960. Nové členění na samosprávné městské části a 22 správních obvodů se na tabulkách nevyznačuje.

### Brno

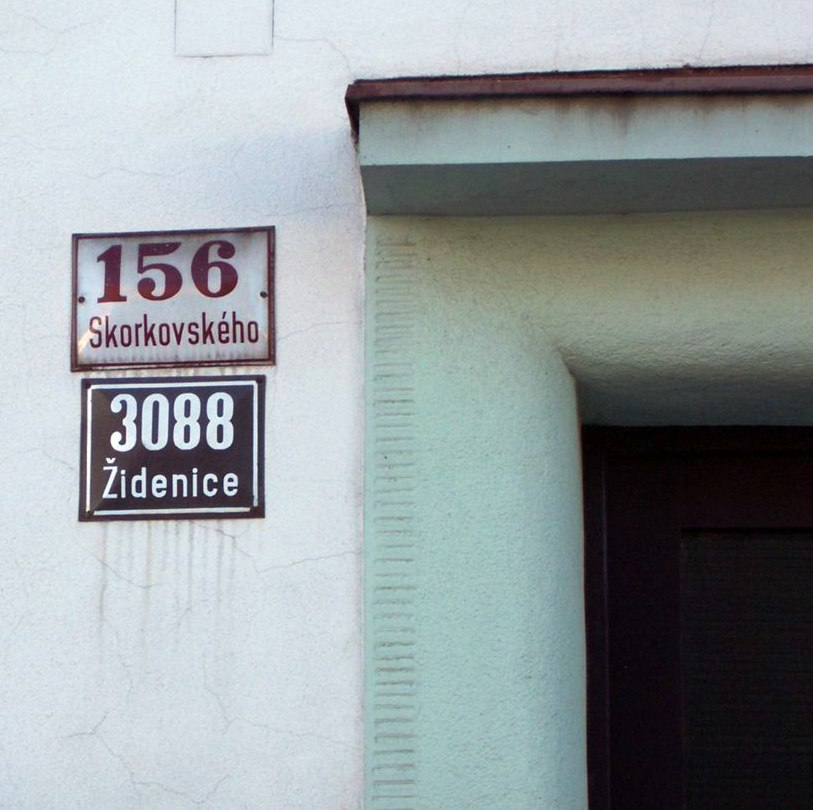
Domovní značení v Brně-Židenicích

V Brně jsou popisná čísla bílá na černém podkladě, orientační jsou červená nebo modrá na bílém podkladě, evidenční zelená na bílém podkladě. V tabulce s popisným číslem je vždy uveden i název příslušné evidenční části obce, v tabulce s orientačním číslem název ulice, v tabulce s evidenčním číslem název katastrálního území. Dle vyhlášky má být černá cedulka (číslo popisné) umístěna nad bílou cedulkou (číslo orientační).
- Výnos z 19. července 1770 plošně zrušil domovní znamení a zavedl čísla domů (534 čísel), číslování probíhalo postupně do roku 1775, adresář vyšel tiskem v roce 1779.
- K 9. dubnu 1806 byly v celém Brně provedeno přečíslování domů.
- K 24. květnu 1867 byly pojmenovány ulice a zavedeno nové číslování domů po ulicích podle císařského výnosu z roku 1857. Číslování z roku 1806 bylo ponecháno jako čísla popisná.

### Ostrava

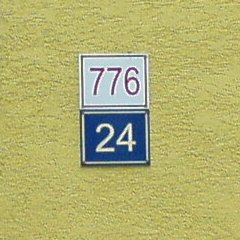
Domovní značení v Ostravě

V Ostravě jsou čísla orientační bílá na modrém podkladě, evidenční bílá na červeném podkladě a popisná červená na bílém podkladě. V tabulce s domovním číslem (tj. popisným nebo evidenčním) je někdy zcela výjimečně uvedeno i evidneční část obce. Výjimkou je městský obvod Poruba, kde jsou čísla popisná bílá na modrém podkladě a orientační červená na bílém podkladě, tj. opačně než ve zbytku Ostravy. Některé domy jsou označeny současně číslem popisným i orientačním v jednobarevném provedení.

### Tábor
- 1770 první číslování
- 1785 tzv. josefinské číslování
- 1804 tzv. staré číslování
- 1880 tzv. nové číslování, sjednoceno ve Městě a Předměstí (platí dosud)

### Varnsdorf
- 1771 první číslování
- 1870 přečíslování po povýšení na město

### Hradec Králové
Městská vyhláška č. 8/1993 o označování domů orientačními čísly byla zrušena vyhláškou města č. 7/2000, zřejmě bez náhrady.

## Historie právní úpravy
- 6. února (1. října?) 1770 nařízení Marie Terezie o očíslování domů
- 23. března 1857 císařské nařízení o zavedení nového systému pojmenovávání ulic a číslování domů uličními čísly
- Zákon č. 266/1920 Sb., o názvech měst, obcí, osad a ulic, jakož i označování obcí místními tabulkami a číslování domů (na Lexdata)
- Vyhláška č. 97/1961 Sb., o názvech obcí, označování ulic a číslování domů
- Zákon 128/2000 Sb. Archivováno 24. 6. 2013 na Wayback Machine., o obcích, § 31–33
- Zákon 131/2000 Sb., o hlavním městě Praze, § 14
- Vyhláška č. 326/2000 Sb. Archivováno 4. 3. 2016 na Wayback Machine., o způsobu označování ulic a ostatních veřejných prostranství názvy, o způsobu použití a umístění čísel k označení budov, o náležitostech ohlášení o přečíslování budov a o postupu a oznamování přidělení čísel a dokladech potřebných k přidělení čísel, ve znění vyhlášky č. 193/2001 Sb.